# Шершевский, Михаил Маркович
Михаил Маркович Шершевский (1847—1910) — российский врач, доктор медицины, лейб-медик двора Его Императорского Величества; действительный статский советник. Отец поэтессы Евгении Студенской.

## Биография
Михаил Шершевский родился в 1847 году (по другим данным дата рождения — 27 июня 1846 года) в Виленской губернии в еврейской семье. Окончив курс Императорской Санкт-Петербургской медико-хирургической академии в 1871 году; в 1873 году успешно защитил докторскую диссертацию на тему «Об иннервации матки». 
С 1878 по 1880 год М. М. Шершевский с цедью повышения квалификации усердно занимался в различных клиниках Германии и Франции. В течение трёх с половиной десятилетий он лет состоял на службе в петербургских госпиталях, за исключением тех десяти лет, когда он исполнял обязанности личного врача Великого князя Николае Николаевиче Старшем. В 1880 году, за лечение великого князя, Шершевский был пожалован званием почетного лейб-медика, а в 1903 году он был пожалован лейб-медиком.
Шершевский — автор многочисленных научных трудов (см. раздел «Библиография»).
Был женат; супруга — Ольга Алексеевна (урождённая Пушкарёва; умерла в 1899), дочь медика, члена и секретаря Общества русских врачей в городе Санкт-Петербурге, действительного статского советника Алексея Назаровича Пушкарёва. В этом браке родилась дочь Евгения, ставшая впоследствии известной поэтессой.
Михаил Маркович Шершевский умер 6 февраля 1910 года и был с почестями похоронен на Смоленском кладбище столицы. На похоронах учёного присутствовали академики И. П. Павлов и А. Ф. Кони, профессор Г. И. Турнер и другие выдающиеся люди Российской империи.
В 1910 году, вскоре после кончины учёного, на страницах журнала «Нива», были написаны следующие строки о М. М. Шершевском: 
«...выдающийся врач-терапевт... знаменитый диагност... никогда не был чужд и иным интересам и явлениям общественной жизни. Он любил и прекрасно знал изящную литературу и был всесторонне образованным человеком. По своим общественным взглядам он был типичным шестидесятником, являя в себе все лучшие качества людей этой эпохи: любовь к знанию, просвещенную гуманность и веру в человечество.»
Заслуги учёного были отмечены несколькими российскими и иностранными орденами и медалями.
Брат Шершевского (Максим) также посвятил свою жизнь медицине.

## Награды
- Орден Святого Владимира 4-й степени (1891)
- орден Святой Анны 3-й степени (1878)
- орден Святого Станислава 3-й степени (1872)
- орден Красного орла 3-й степени (Пруссия, 1880)
- орден Фридриха, командорский крест 2-й степени (Вюртемберг, 1880)
- орден Почётного легиона, кавалерский крест (Франция, 1881)
- орден Святого Александра 2-й степени (Болгария, 1883)
- орден Князя Даниила I 2-й степени (Черногория, 1892)
- медаль «В память коронации императора Александра III» (1883)
- медаль «В память царствования императора Александра III» (1896)[5].